# مینیتسه (ناحیه پیسک)
مینیتسه (به چکی: Minice) یک منطقهٔ مسکونی در جمهوری چک است که در ناحیه پیسک واقع شده‌است. مینیتسه ۳٫۴۹ کیلومتر مربع مساحت و ۳۴ نفر جمعیت دارد و ۴۷۸ متر بالاتر از سطح دریا واقع شده‌است.